# Системне мислення. Пошук неординарних творчих рішень
Системне мислення. Пошук неординарних творчих рішень (англ. The Art of Systems Thinking: Essential Skills for Creativity and Problem Solving by Joseph O’Connor) - книжка Джозефа О‘Конора, написана в співавторстві з Яном Макдермотом. Вперше опублікована 1997 року.

## Огляд книги
Тренери нейролінгвістичного програмування, автори Джозеф О‘Конор та Ян МакДермот в своїй книзі розкривають секрети процесів мислення та пропонують до прочитання книгу, повну значущої та крикливої інформації, насичену практичними пропозиціями, вправами та порадами. 
Автори пояснюють принципи системного мислення. Вдаючись до наглядних практичних прикладів та вправ, вам вдасться стати більш впливовими та успішними в питаннях контролю свого здоров’я, роботи, фінансів та взаємовідносин. 

## Переклад українською
- О‘Конор, Джозеф. Системне мислення. Пошук неординарних творчих рішень / пер. Надія Сисюк. К.: Наш Формат, 2018. — 240 с. — ISBN 978-617-7552-12-2